# Revista Contemporânea de Portugal e Brasil
Revista Contemporânea de Portugal e Brasil  foi fundada por Ernesto Biester, António Xavier de Brederode e José Maria de Andrade Ferreira, publicando-se mensalmente em Lisboa, entre 1 de Abril de 1859 e 31 de Março de 1865. O pilar da publicação eram os artigos biográficos com respetiva gravura a abrir a revista, seguidos de textos e crónicas variadas, traduções de fragmentos de obras universais, poesia e artigos científicos. Procurava chegar ao público através dos “escritores mais versados nas diversas especialidades e mais estimados do público, pela elevação do seu talento”  pelo que a extensa lista de colaboradores conta com reconhecidos nomes, nomeadamente: Luís Augusto Rebelo da Silva, Francisco Maria Bordalo, Bulhão Pato, Henrique Van Deiters, José de Torres, Latino Coelho, José da Silva Mendes Leal,  Luís Augusto Palmeirim, Camilo Castelo Branco,  Faustino Xavier de Novaes, Andrade Corvo,  António Feliciano de Castilho, António José Viale,  Inocêncio Francisco da Silva, José Feliciano de Castilho, Serpa Pimentel, Teixeira de Vasconcelos, Silva Túlio, João de Lemos, Ana Plácido, Tomás Ribeiro, Júlio César Machado, Inácio Francisco Silveira da Mota, Bernardino Pinheiro, o Marquês de Sousa Holstein, Júlio de Castilho, Xavier da Cunha com o pseudónimo de Olímpio de Freitas, Manuel Pinheiro Chagas e Teófilo Braga. Na gravura assinam os nomes de Silêncio Cristão de Barros, Francisco Augusto Metrass, Tomás José da Anunciação, João Cristino da Silva e o rei D. Fernando. Do Brasil chegaram algumas contribuições de António Gonçalves Dias, João Francisco Lisboa, Machado de Assis e Reinaldo Carlos Montoro.